# Rocky III
Rocky III – amerykański dramat sportowy z 1982 roku, który jest kontynuacją słynnej serii. Rolę Clubbera Langa zagrał Mr. T. Slogan reklamowy tego filmu brzmiał The Greatest Challenge (pol. Największe wyzwanie). Zdjęcia kręcono w Filadelfii, Los Angeles i Nowym Jorku.

## Fabuła
Rocky po zdobyciu mistrzostwa staje się coraz bardziej sławny. Broni 10 razy tytuł mistrza świata. W dowód wdzięczności, miasto Filadelfia stawia mu pomnik. Zostaje zorganizowana charytatywna walka pomiędzy zapaśnikiem Grzmiącoustym a Rockym. Pada w niej remis. Pojawia się groźny przeciwnik, Clubber Lang. Zdenerwowany pewnością siebie Rocky’ego, wyzywa go na pojedynek. Przed walką, Clubber popycha trenera Włoskiego Ogiera, Mickeya Goldmilla. Źle przygotowany Rocky przegrywa i traci tytuł mistrza świata. Po walce Mickey, w wyniku ataku serca, umiera. Rocky chce już zakończyć karierę. Niespodziewanie pojawia się nowy trener – Apollo Creed. Chce przywrócić Rocky’emu szybkość i „Eye Of The Tiger”. Po morderczym treningu w Los Angeles, Rocky przystępuje do rewanżu, odzyskując pewność siebie i oko tygrysa.

## Postacie drugoplanowe
- Thunderlips (Grzmiącousty) - fikcyjny zapaśnik wrestlingowy występujący w filmie Rocky III. Mistrz świata. Grał go Hulk Hogan. Walczy on z Rocky'm w pokazowej, charytatywnej walce. Wynik tej walki to remis. Określa siebie mianem Stuprocentowego Mężczyzny (Ultimate Man).
- James „Clubber” Lang (ur. 21 maja 1957) – fikcyjny bokser z filmu Rocky III. Był grany przez Mr. T. Gdy Clubber widzi, z jaką łatwością Rocky broni 10 razy tytułu mistrza świata, postanawia wyzwać go na pojedynek. Rocky zgadza się. Gdy miasto Filadelfia stawia Rocky’emu pomnik, Clubber stara się sprowokować Włoskiego Ogiera. Przed walką Lang uderza w przepychance trenera Rocky’ego Mickeya Goldmilla. Mający już wcześniej problemy z sercem były bokser umiera na skutek tego ciosu. Rocky przegrywa tę walkę przez nokaut w drugiej rundzie. Rewanż, już z nowym trenerem Apollo Creedem, Włoski Ogier wygrywa przez nokaut w trzeciej rundzie.

## Soundtrack
| #   | Artysta                        | Utwór                       |
| --- | ------------------------------ | --------------------------- |
| 1.  | Survivor                       | „Eye of the Tiger”          |
| 2.  | Frank Stallone                 | „Take You Back (Tough Gym)” |
| 3.  | Frank Stallone                 | „Pushin'”                   |
| 4.  | Bill Conti                     | „Decision”                  |
| 5.  | Vincent DeRosa & Mike Lang     | „Mickey”                    |
| 6.  | Frank Stallone                 | „Take You Back”             |
| 7.  | Bill Conti                     | „Reflections”               |
| 8.  | DeEtta Little & Nelson Pigford | „Gonna Fly Now”             |
| 9.  | Bill Conti                     | „Adrian”                    |
| 10. | Bill Conti                     | „Conquest”                  |